# عرس مغربي

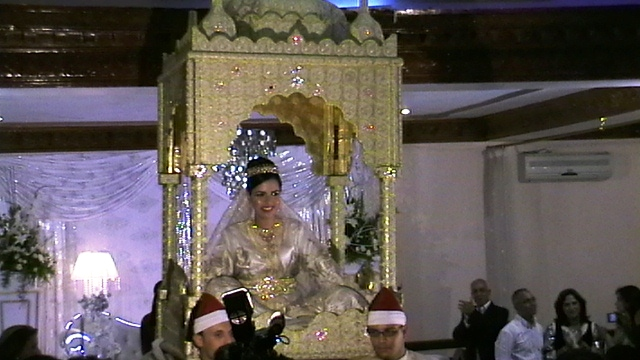
عرس مغربي: حمل العروس

الـعرس المغربي ، هو حفل الزفاف عند المغاربة، بينما تختلف التقاليد والعادات والمراسم في العرس من بلد عربي إلى آخر، حيث يتغنى كل بلد بتفاصيل ومميزات دقيقة تغلب على طابع العرس ليصبح هذا التنوع والتميز إرثاً لكل بلد، والذي يتميز بكون العروس هي ملكة الحدث، ويحتفل بها لمدة ثلاثة أيام متتالية قبل أن تزف إلى عريسها.

## ثقافة العرس المغربي

### الخطوبة
تعتبر الخطوبة من الخطوات الأساسية في العرس المغربي، ومن دونها لا يمكن للثنائي الزواج، فخلال هذا اليوم يتعرف أهل العروسين على بعضهما، ويتم تحديد شروط العرس الأساسية، مثل: الشبكة، والهدايا، وملابس العروس، وتفاصيل مراسم الزفاف، وعادةً ما تنظم الخطبة قبل سنة من العرس حيث يخبر أحد الأقارب أهل العروس بقدوم أهل العريس لطلب يدها، ثم تتحضر العائلتان للحفل، وخلال الحفلة يقدم العريس الهدايا للخطيبة في علبة فضية، (الطيفور) وتشمل الهدايا خاتم الخطوبة، ومياه، وتمر، وجلسة الحنة، والعطور، والأحذية، والقفطان، وما لا يقل عن 64 كغ من السكر الذي يعتبر من التقاليد الأساسية، وأول هدية من العريس إلى عروسته، ويرمز السكر للحياة السعيدة، وفي حال لم تقبل أم العروس بالعريس يعاد السكر كتعبير عن الرفض للعريس.

### فستان العروس
ترتدي العروس الفستان التقليدي، وهو عبارة عن قفطان أو التكشيطة المغربية مصنوع من الحرير والشيفون بأكمام طويلة، ومطرز بالخرز، ومرصع بالاحجار الامعة الشيء الذي يعطي لي لبساته دور الملكة في تلك اليلة وسط الحضور وله حزام على الخصر، ويعرف الفستان باسم المنصورية، وترتديه العروس في (القعدة)؛ أي عندما تجلس بجانب العريس يوم الزفاف، كما تبدل العروس العديد من فساتين العرس الملونة.
كما تتزين العروس بمجموعة من للمجوهرات التي تناسب كل فستان

### الحمام المغربي
يعتبر الحمام المغربي من العادات الأساسية التي تقوم بزيارتها العروس في المغرب، حيث تجتمع قريبات وصديقات العروس معها لقضاء يوم في الحمام المغربي، وخلال الحمام تخضع العروس لجلسات بخار وماسكات لتنظيف البشرة ومنحها النضارة والحيوية واللمعان وكما أن الحمام أيضا له طقوسه فتذهب العروس برفقة صديقاتها تأخد معها السكر لكي تعطيه إلى (الطيابة) المرأة التي تنتبه إلى الحمام وعند دخولهم يبدء صديقاتها بزغاريد داخل الحمام وتسبق إحدى صديقاتها خوفا على العروس من السحر من بعدها تتبعها صديقاتها وتكون العروس آخر من يدخل عند الاتسحمام تشعل شمعة وعلى العروس أن تنهي استحمامها قبل أن تنطفئ الشمعة وفي آخر طقس هو البخور عند انتهاء العروس من الحمام الخاص بها فإنها تبخر خوف من العين والحسد .

### جلسة الحناء
تخضع العروس قبل موعد الزفاف إلى جلسة الحناء، وفي هذه الجلسة تجتمع الفتيات في بيتها، وترسم أخصائية الحناء أشكالاً على أرجل وأيدي العروس للتعبير عن الحظ السعيد، كما تزين أيدي الفتيات برسومات مميزة توضع صنية بها أعواد بخور وسكر وحناء بعض السكاكر وورد أمام العروس وعند إزالة الحناء طقوس آخر بحيت تأتي أم العروس بإسوارة ذهبية وتزيل الحناء من على يدي ورجلي العروس وعليها الانتباه لكي لا تضيع الحناء التي أُزيلت لكي لا تسحر بها.

### النكافة
النكافة هي المرأة المسؤولة عن فساتين العروس في يوم العرس، حيث ترتدي العروس الفساتين من اختيارها، كما تساعدها على ارتداء الفساتين والإكسسوارات طيلة فترة العرس، وعادةً ما تحضر النكافة اللباس المغربي التقليدي، ومجموعة من الفساتين المغربية؛ مثل: الفاسي، والشمال، والأمازيغي؛ وهو الفستان الأبيض، ومجموعة من المجوهرات والزينة. و فستان الحناء الأخضر.

### يوم العرس
يوم العرس هو الليلة الكبيرة التي يستمر التحضير لها لعدة أيام، ويبدأ يوم العرس بتزويج الشيخ العروسين بعدها يأتي أهل العريس ومعهم ملابس العروس أي الهدايا التي جلبوها لها موضوعة بشكل يلفت الانتباه في الطيافر وهده الحركة تسمى بي الهدية، ثم تصعد العروس على العمارية؛ وهي عبارة عن كرسي خشبي ومزين وعالٍ يحمله أربعة شباب على أكتافهم، ثم يبدأ الرقص على أنغام فرقة الدقيقة التي تزف العروسين وأنغام الأغاني المغربية، وبعد ذلك يجلس العروسان وسط الحضور ويتبادلان التهاني ويلتقطان معهم الصور، وخلال الحفل تنسحب العروس مع النكافة لتغيير فستانها، ثم تعود للترحيب بالضيوف وتناول وجبة العشاء مع أهل العريس وأهلها، وتغادر مرةً أخرى لترتدي فستاناً آخر يعبر عن المنطقة التي تنتمي إليها، وقبل نهاية الحفل ترتدي الفستان الأبيض، وتقطع الحلوى، وتغادر مكان الحفل إلى منزل العريس.

### الأطباق المغربية
تُقدم الأطباق المغربية الشهيرة في العرس حيث أن أشهرها: المروزية عبارة عن لحم مع المرق الحلو والبرقوق والوز، والدجاج المحمر (المشوي)، البسطيلة، الكسكس، الطاجين كما أن أول شيء يقدم قبل هذه الأطباق الحلوة المغربية من: كعب غزال، البريوات، غريبة مجموعة من أشكال من الصابلي المزين، بالحلاوة .
تقدم هذه الحلويات بوضع كل نوع منها في الغالب7 إلى 8 في علبة مزينة.

### يوم الصباح
يوم الصباح هو اليوم التالي لحفل الزفاف والدخلة، وخلال اليوم تأتي عائلة العروس ومن العادات التي لم تتغير هي أن عائلة العروس تحمل فطور الصباح والهدايا إلى بيت العريس وعند وصولهم لباب البيت يغنون ويبدؤون بالزغاريد أو الزغاريت.

## اُنظر أيضاً
- ثقافة المغرب.
- زفاف.